# Solfito deidrogenasi
La solfito deidrogenasi è un enzima appartenente alla classe delle ossidoreduttasi, che catalizza la seguente reazione:
solfito + 2 ferricitocromo c + H2O ⇄ solfato + 2 ferrocitocromo c + 2 H+
L'enzima è associato al citocromo c-551.